# Sollentuna község

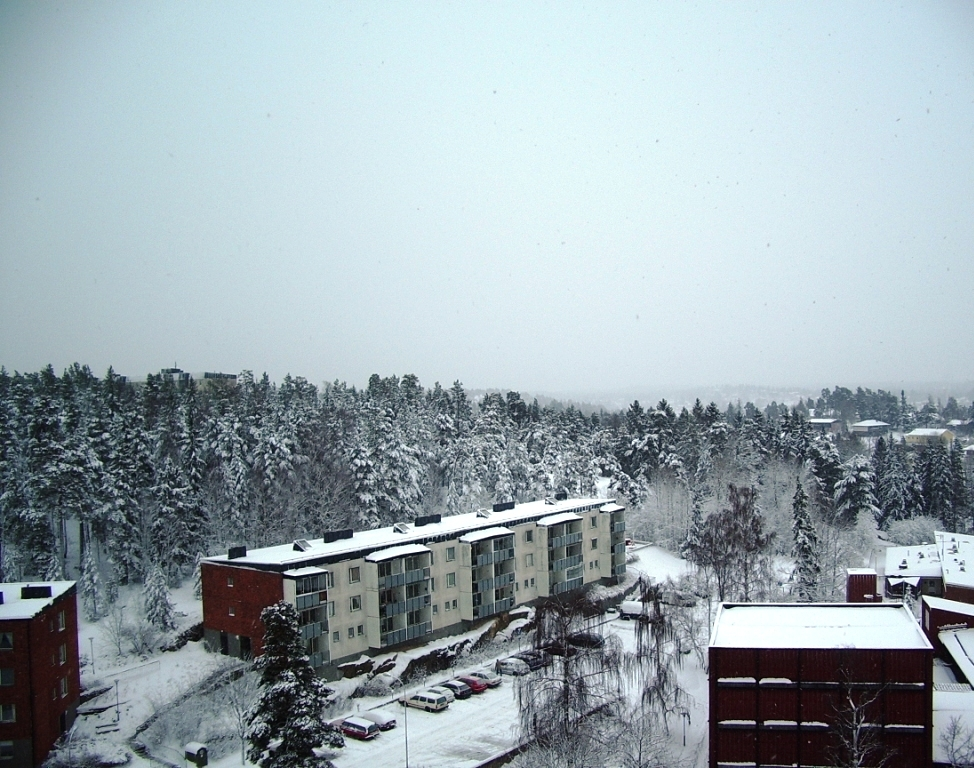

Sollentuna község (svédül: Sollentuna kommun) Svédország 290 községének egyike. Stockholm megyében található, székhelye Sollentuna.

## Települések
A község települései:
| Település      | Népesség | Megjegyzés                                 |
| -------------- | -------- | ------------------------------------------ |
| Sjöberg        | 4310     |                                            |
| Stockholm      | 60 236   | ennek része a község székhelye, Sollentuna |
| Täby           | 7        |                                            |
| Upplands Väsby | 0        |                                            |

## Népesség
| Lakosok száma | 68 872 | 71 848 | 72 528 | 73 857 | 73 990 | 75 108 | 76 237 | 76 790 | 77 624 | 77 704 |
|               | 2014   | 2017   | 2018   | 2019   | 2020   | 2021   | 2022   | 2023   | 2024   | 2025   |